# تالبوت سامبا (سيارة)
تالبوت سامبا هي سيارة مدينة صنعتها مجموعة بي أس إيه في مصنع سيمكا السابق في بوايسي، فرنسا، ويتم تسويقها تحت العلامة التجارية لـ Talbot الحديثة التي لم تدم طويلاً من عام 1981 إلى عام 1986. استنادا إلى بيجو 104, كان تالبوت فقط لا موروثة من كرايسلر أوروبا, هندستها شركة بي أس إيه وحدها. كما كان آخر تالبوت جديد يتم إطلاقه. كان زوالها في عام 1986 نهاية فعليًا لعلامة تالبوت التجارية لسيارات الركاب. أطلقت في البداية باعتبارها هاتشباك ثلاثة أبواب، كما كانت لبعض الوقت السيارة الصغيرة الوحيدة المتاحة في نمط جسم كابريو أمرت المصنع، والسيارة الاقتصادية الأفضل في أوروبا.

## التطوير

### خلفية السيارة
مجموعة بي إس إيه، التي تشكلت في عام 1976 عندما اشترت بيجو منافستها، سيتروين، قد استولت على شركة كرايسلر الأوروبية السابقة في عام 1979؛ وكان واحدا من قراراته الأولى لإعادة تسمية جميع النماذج المصنعة في المصانع الفرنسية والبريطانية لتالبوت. وكان من بين النماذج الموروثة من كرايسلر الاسكتلندية الصنع الدفع بالعجلات الخلفية كرايسلر Sunbeam, السيارة الصغيرة الوحيدة في التشكيلة.
وقد وضعت في الأصل من قبل شعاع الشمس كرايسلر كنموذج مؤقت, وضعت للحفاظ على لينوود يعمل - كان يقوم على العتاد تشغيل المنتقم في وقت سابق هناك – في حين يساعد الشركة للحفاظ على موطئ قدم في سوق السيارات الصغيرة المتنامية. وإدراكاً من كرايسلر أن هناك حاجة إلى تصميم أكثر حداثة للتنافس مع المنافسين المقبلين في الدفع بالعجلات الأمامية، فقد قامت كرايسلر ببعض أعمال التطوير على نسخة مختصرة من كرايسلر هورايزون (التي كان لها رمز التطوير C2)، الذي أطلق عليه اسم C2-short، ولكن تم قطعه بسبب المشاكل المالية للشركة وخطط تصفية كرايسلر أوروبا.
قررت PSA أن مصنع لينوود سيكون غير مربح للحفاظ على وينبغي إغلاقه ، مما يعني نهاية لكل من خطوط طراز المنتقم وصنبيم ، مما يؤكد على الحاجة إلى سيارة صغيرة جديدة في تشكيلة تالبوت. عشية 1980s, تشكيلة سيارات مدينة PSA تتكون من نماذج على أساس المخضرم الدفع بالعجلات الأمامية 1972 بيجو 104, التي جاءت في أقصر ثلاثة أبواب وأطول خمسة أبواب الإصدار. سيتروين rebadged قاعدة العجلات القصيرة 104 كما LN سيتروين, وهيكل قاعدة العجلات الطويلة شكلت قاعدة قاعدة قاعدة خمسة أبواب سيتروين فيزا.

### قرار صنع السيارة
في عام 1979، قررت PSA أن تالبوت الصغيرة الجديدة سوف تستند أيضا على 104 بدلا من الأفق. حفظ الأسس المشتركة سمح النموذج الجديد، والمعروف داخليا باسم المشروع C15 (أعيدت تسميتها في وقت لاحق إلى T15 لتعكس تغيير العلامة التجارية من كرايسلر إلى تالبوت) ليتم إطلاقها في عام 1981، في الوقت المناسب لتحل محل شعاع الشمس عندما لينوود ستغلق. من أجل عدم خلق الكثير من المنافسة الداخلية، تم اختيار قاعدة العجلات التي تقع بين الإصدارات الثلاثة وخمسة أبواب من 104. هذا جعل فتحة النموذج المتوقع في الحجم أقل قليلا superminis شعبية مثل فورد فييستا, ولكن فوق سيارات المدينة, بما في ذلك مترو أوستن حول أن يطلق. 

### التصميم

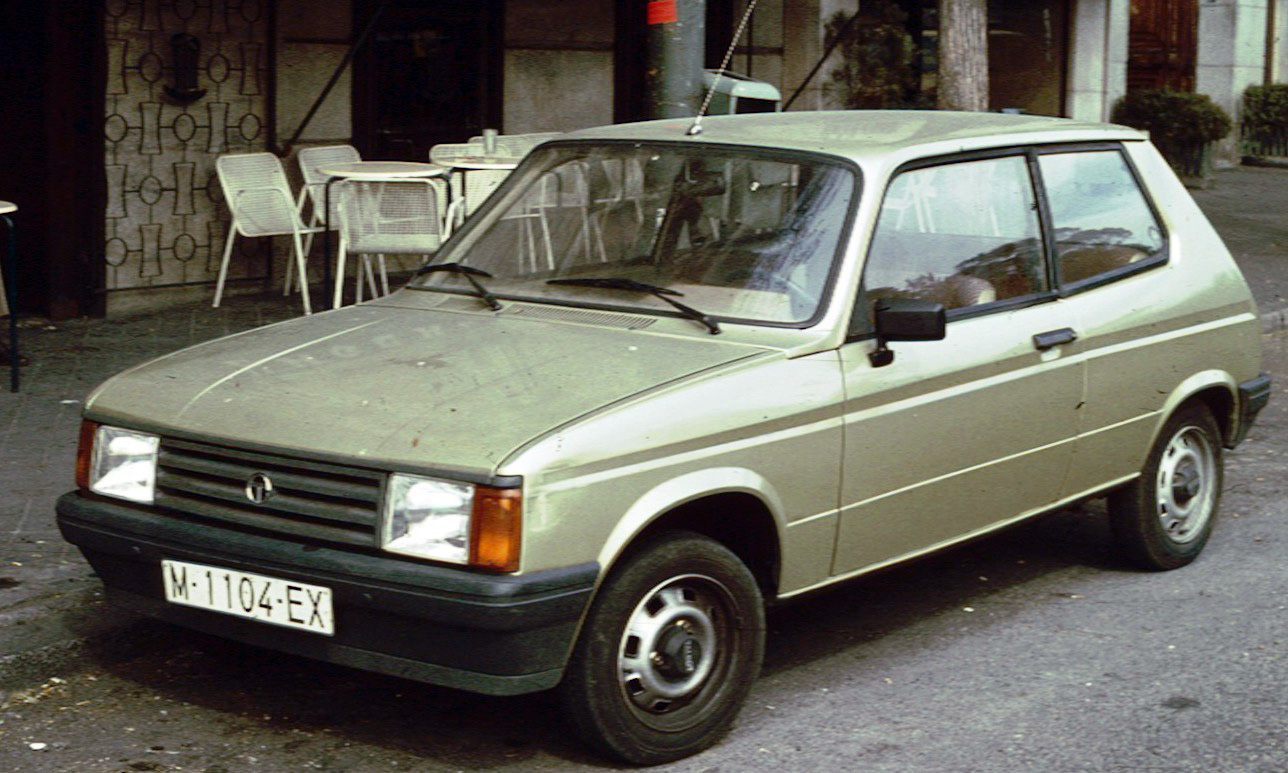

كما هو الحال مع نماذج تالبوت وكرايسلر أوروبا السابقة، كان تصميم T15 من مسؤولية مركز التصميم البريطاني في ويتلي، كوفنتري. كان المصممون محدودين بسبب الحاجة إلى الاحتفاظ بهيكل الجسم بأكمله للـ 104 ، وزعم أنهم أعطوا اقتراح بيجو الخاص بـ 104 عملية شد الوجه كنقطة انطلاق. وكان التصميم الناتج مختلفا تماما عن وعصرية أكثر من طلايفه; فقط تم تقاسم غطاء محرك السيارة والباب الخلفي، وأعطيت السيارة نهاية أمامية مميزة في كرايسلر / تالبوت «الدولية» النمط.

## الإعلان عن السيارة
بدأ إنتاج السيارة الجديدة في أكتوبر 1981، وتم إطلاقه رسميًا باسم تالبوت سامبا في ديسمبر. على عكس الأفق، 1510/جبال الألب أو سولارا، التي قدمت في وقت واحد في فرنسا وانكلترا، تم تجميع النموذج فقط في Poissy. وشملت تشكيلة المحرك ثلاثة إصدارات من أربع اسطوانات PSA X المحرك, التي سامبا المشتركة مع الأشقاء بيجو وسيتروين, إلى جانب ثلاثة مستويات تقليم. وجاء LS قاعدة مع 954 سم مكعب الخامس عشر, و GL مع 1124 سم مكعب XW وأعلى من خط GLS ' مع أكبر 1360 سم مكعب XY. تم تصنيف GL على أنها «السيارة الأكثر اقتصادًا في أوروبا» وفقًا لأرقام استهلاك الوقود الرسمية في EEC ، مما يحسن رينو 5 المنتصرة سابقًا ، ولكنها فقدت اللقب لاحقًا لمترو أوستن.

### تحويلها
في محاولة لجعل السيارة تبرز في السوق ضد المنافسين مماثلة, التي شملت مشتقاتها الخاصة, وأضاف بيجو كابريوليه أكثر براقة بابين إلى هاتشباك ثلاثة أبواب القياسية. على الرغم من الإعلان عن إطلاق هاتشباك، لم تكن النماذج الأولى متاحة حتى عام 1982. صممها وبنيها المدرب الإيطالي بينينفارينا، الذي كان قد تم بناء بيجو مفتوحة منذ 1960s، جاء فقط مع محرك 1360 cc; وقدمت نسختين من المحرك, 53 أو 59 كيلوواط (72 أو 80 PS)— تم إسقاط السابق بعد 1984, في ذلك الوقت تم الإفراج عن كابريوليه المنقحة قليلا يضم لوحة القيادة نمط 104 في وقت لاحق, كارببوريتورس التوأم وغطاء رأس مبطن; تم تقاسم محرك 80bhp مع Rallye. في وقت إطلاقه كانت السيارة الصغيرة الوحيدة كابريو المتاحة من الشركة المصنعة، على الرغم من أن نماذج أخرى دخلت في وقت لاحق في قطاع السوق التي أنشأتها سامبا، بما في ذلك PSA الخاصة سيتروين فيزا ديكاpotable. بنيت بينينفارينا 13,062 كابريوليه سامبا.

### رالي

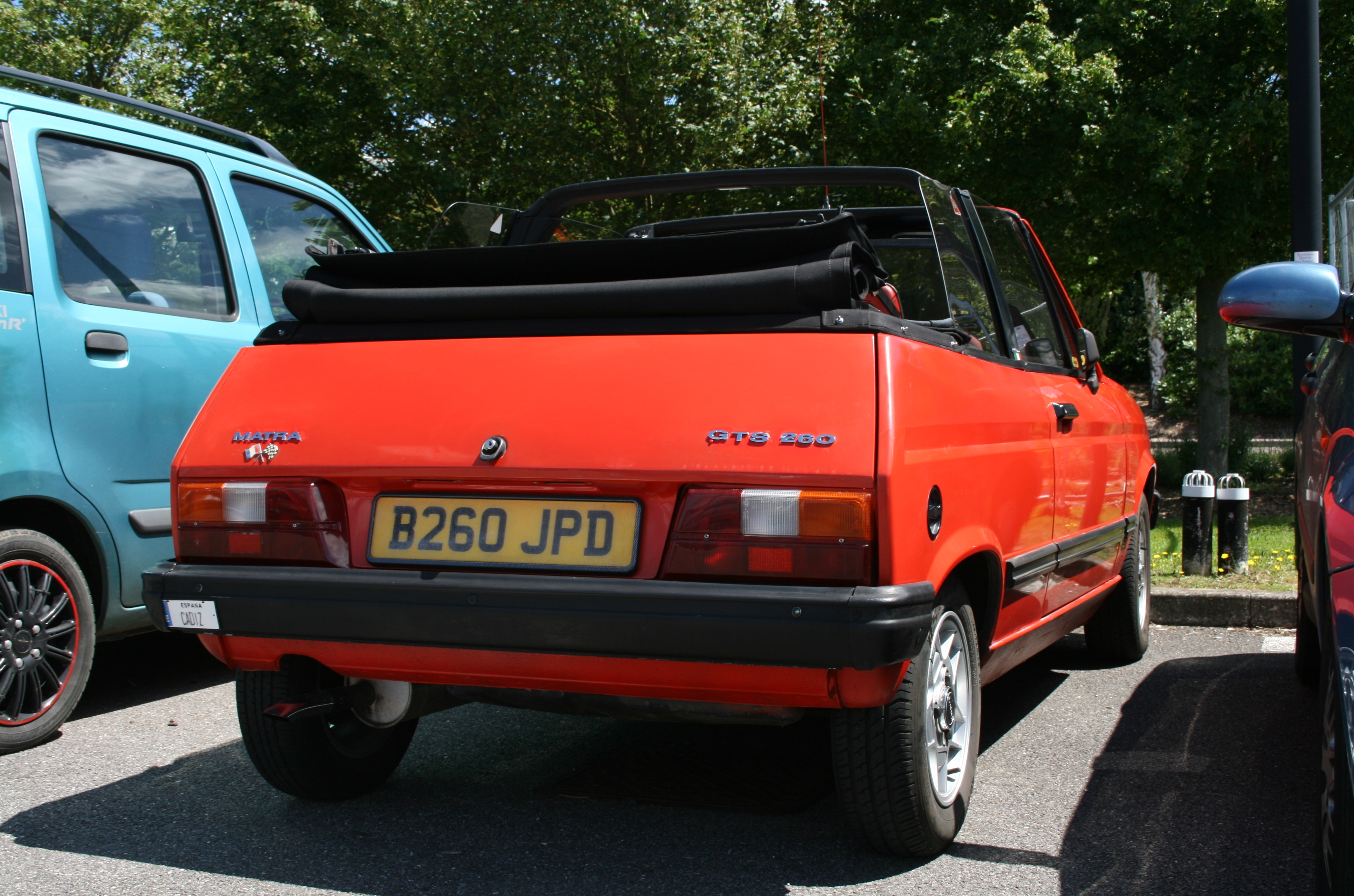

بعد النجاحات حشد سيمكا 1000 وتالبوت Sunbeam، أطلقت PSA رالي سامبا. مزودة نسخة 1219 سم مكعب XZ من محرك X, تسليم 66 كيلوواط (90 PS), جاء في الأبيض أو الأحمر, مع مغرفة غطاء محرك السيارة والمشارب الجانبية. في عام 1984، تم إطلاق نسخة مع وحدة 1360 سم مكعب تنتج 59 كيلووات (80 PS)، دون المشارب. نموذج خاص مجموعة رالي فقط B, دعا رسميا بيجو تالبوت سبورت سامبا رالي قبل بيجو 205 T16 في وقت لاحق, مع 1285 سم مكعب, 96 كيلوواط المحرك (130 PS).

## التطورات اللاحقة
في 1982, تم دمج مجموعة تالبوت في بيجو داخل PSA, و انتقلت المسؤولية عن النموذج إلى فرنسا. تم حل استوديو تصميم ويتلي ، وعبر بعض المصممين إلى ليلاند البريطانية ، حيث انضموا إلى رئيسهم السابق روي فأس. [4] كان PSA قد بدأ العمل بالفعل في ذلك الوقت على استبدال سامبا ، استنادًا إلى سيتروين أكس ، تم إنشاء بعض النماذج الأولية منها - التي تم إعادة مبادلة AXs أساسًا - في 1983/1984. [5] و [سامبا] باع بشكل معقول بشكل جيّد طوال 1982 و1983, بعد ذلك عمليّة بيع بدأ أن يعاني, جزئيّا بسبب النموذج شيخوخة وجزئيا بسبب منافسة من ال [205] شعبيّة جدّا, أيّ خلق قوّيّة (وناجحة) منافسة داخليّة ضمن [ب] ل ال [تالبوت] صغيرة.
للحفاظ على الاهتمام في سامبا قرب نهاية حياته، أطلقت PSA بعض المفاهيم والإصدارات الخاصة من هذا النموذج. كانت كوباكابانا سيارة مفهوم مقرها سامبا, يضم عناصر الجسم رسمت بألوان متوهجة. وأعقب ذلك نموذج إنتاج سامبا سيمبا لعام 1984، الذي استهدف «المشترين الشباب»، والذي جاء في طلاء معدني فضي، مع اختيار الضوء الأصفر أو الأحمر أو الأزرق وإما راديو أو فتحة سقف. في عام 1985، أصبحت فتحة السقف قياسية وكانت الأضواء الصفراء فقط متاحة. سامبا باهيا (تسويقها باسم الثلاثي سامبا في المملكة المتحدة) كان نموذج 1985, كما استهدفت العملاء الأصغر سنا. جاء مع محرك 1.1 لتر، والمقاعد المغطاة بالدنيم، وغروب الشمس، ورسمت باللون الأزرق المعدني. تم إطلاق نموذج Samba Style مع كل من الراديو و فتحة السقف كمعيار ، ولكن ليس الضوء الملون ، وذلك لتسهيل مبيعات سلسلة سامبا الأخيرة.
لم يكن Samba نموذج تالبوت الوحيد الذي يرى تراجع اهتمام العملاء؛ فقد كان هذا النموذج هو الذي كان من بين الـ 1000 من العملاء. مع تقدم 1980s، بدأ جميع Talbots لبيع سيئة نوعا ما وتم تدريجيا التخلص من النطاق. بيجو كانت تعمل على تطوير بديل للسامبا في وقت متأخر من عام 1984, التي كانت تستند إلى سيتروين AX المقبلة, ولكن تم التخلي عن هذا المشروع كما اتخذت بيجو قرار التخلص التدريجي من العلامة التجارية تالبوت, وكان بيجو 205 تثبت شعبية جدا أن بيجو شعرت حاجة ضئيلة لسيارة ثالثة من هذا الحجم داخل المجموعة.
تم إطلاق سيتروين AX دون توأم في عام 1986، وتالبوت فقط أخرى في التنمية، وهاتشباك الأسرة أريزونا، أطلقت بدلا من ذلك بيجو 309 في نهاية عام 1985. انتهى إنتاج السامبا في مايو 1986 ، وبحلول ذلك الوقت تم إجراء 270555 ، مما يشير إلى بداية نهاية علامة تالبوت التجارية لسيارات الركاب ، وبدا ناقوس الموت في العام التالي عندما تدحرجت آخر أفق من خط الإنتاج في فنلندا ، على الرغم من أن العلامة التجارية نجت على تالبوت إكسبريس ، واحدة من عربات Sevel Sud ، حتى عام 1994.
كاد تالبوت سامبا أن ينقرض على الطرق في المملكة المتحدة مع بقاء 14 فقط اعتباراً من عام 2016